# Талотти, Алессандро
Алессандро Талотти (итал. Alessandro Talotti; 7 октября 1980, Удине — 16 мая 2021, Удине, Фриули-Венеция-Джулия) — итальянский легкоатлет, специалист по прыжкам в высоту. Выступал на профессиональном уровне в 1998—2017 годах, победитель Кубка Европы в помещении, многократный победитель и призёр первенств национального значения, участник двух летних Олимпийских игр.

## Биография
Алессандро Талотти родился 7 октября 1980 года в Удине, Фриули-Венеция-Джулия.
Начал заниматься прыжками в высоту в возрасте 14 лет под руководством тренера Марио Гаспаретто, с 1998 года успешно выступал на различных юношеских соревнованиях национального уровня.
В 1999 году вошёл в состав итальянской сборной и выступил на юниорском европейском первенстве в Риге, где в зачёте прыжков в высоту стал четвёртым.
В 2000 году сначала стал чемпионом Италии среди молодёжи, а затем одержал победу на взрослом чемпионате Италии в Милане.
В 2001 году закрыл десятку сильнейших на молодёжном европейском первенстве в Амстердаме.
В 2002 году стал четвёртым на чемпионате Европы в Мюнхене.
В 2003 году превзошёл всех соперников на Кубке Европы в помещении в Лейпциге, с личным рекордом 2,30 метра стал вторым на Кубке Европы во Флоренции, отметился выступлением на чемпионате мира в Париже.
Благодаря череде удачных выступлений в 2004 году удостоился права защищать честь страны на летних Олимпийских играх в Афинах — в финале прыгнул на 2,25 метра, расположившись в итоговом протоколе соревнований на 12-й строке.
В 2005 году помимо прочего участвовал в чемпионате Европы в помещении в Мадриде и в чемпионате мира в Хельсинки.
В 2008 году принимал участие в Олимпийских играх в Пекине — на сей раз на предварительном квалификационном этапе прыжков в высоту показал результат на 2,20 метра, чего оказалось недостаточно для выхода в финал.
Завершил спортивную карьеру по окончании сезона 2017 года.
Являлся специалистом по физической реабилитации, проявил себя как спортивный функционер — в 2012—2016 годах занимал должность советника в Национальном олимпийском комитете Италии.
Умер от рака желудка 16 мая 2021 года в Удине в возрасте 40 лет.